# Antoni Bobrownicki
Antoni Bobrownicki herbu Doliwa (zm. przed 11 listopada 1790 roku) – wojski mniejszy krakowski w 1785 roku, skarbnik krakowski  w latach 1784–1785.
Był komisarzem Sejmu Czteroletniego z powiatu proszowickiego województwa krakowskiego do szacowania intrat dóbr ziemskich w 1789 roku.